# Sencsen-Paoani nemzetközi repülőtér
A Sencsen-Paoani nemzetközi repülőtér (IATA: SZX, ICAO: ZGSZ) nemzetközi repülőtér Kínában, Kunming közelében. 2018-as forgalma alapján Kína 3,. a világ 32. legforgalmasabb repülőtere. Kezelője a Shenzhen Airport Company Ltd. Éves utasforgalma 21 563 437 fő (2022).

## Futópályák
A repülőtér futópályái:
- 15/33 (3400 m, 45 m, beton)
- 16/34 (3800 m, 60 m, beton)

## Forgalom
Az utasforgalom az elmúlt években az alábbi módon változott:
| Utasok száma | 6 422 685 | 9 352 662 | 16 283 071 | 20 619 164 | 26 713 610 | 29 569 725 | 39 721 619 | 45 558 409 | 37 916 059 | 21 563 437 |
|              | 2000      | 2002      | 2005       | 2007       | 2010       | 2012       | 2015       | 2017       | 2020       | 2022       |

## Légitársaságok és úticélok
2024-ben a Sencsen-Paoani nemzetközi repülőtérről az alábbi járatok indulnak:
| Légitársaság              | Célállomások |
| ------------------------- | --- |
| AirAsia                   | Kota Kinabalu, Kuala Lumpur–International |
| Air China                 | Beijing–Capital, Beijing–Daxing, Chengdu–Tianfu, Chongqing, Dazhou, Frankfurt, Guiyang, Hangzhou, Johannesburg–O.R. Tambo, Los Angeles, Shanghai–Pudong, Tianjin, Wuhan |
| All Nippon Airways        | Tokió–Haneda |
| Asiana Airlines           | Seoul–Incheon |
| Cambodia Airways          | Phnom Penh |
| Cebu Pacific              | Manila |
| Chengdu Airlines          | Beihai, Chengdu–Shuangliu, Xingyi |
| China Airlines            | Kaohsiung, Taipei–Taoyuan |
| China Eastern Airlines    | Bangkok–Suvarnabhumi, Beijing–Daxing, Hangzhou, Jinggangshan, Jinzhou, Kunming, Lanzhou, Nanchang, Nanjing, Ningbo, Shanghai–Hongqiao, Shanghai–Pudong, Taiyuan, Wuhan, Wuxi, Xi'an, Yantai |
| China Express Airlines    | Chongqing, Wenshan |
| China Southern Airlines   | Amszterdam, Ankang, Bangkok–Don Mueang, Bangkok–Suvarnabhumi, Beijing–Daxing, Bijie, Changchun, Changde, Changzhou, Chengdu–Shuangliu, Chengdu–Tianfu, Chongqing, Dali, Dalian, Dandong, Datong, Dubai–International, Guangyuan, Guiyang, Haikou, Hangzhou, Hanoi, Hanzhong, Harbin, Hefei, Ho Chi Minh City, Hohhot, Huangshan, Jakarta–Soekarno-Hatta, Jiamusi, Jining, Kuala Lumpur–International, Kunming, Lanzhou, Lianyungang, Lijiang, Liuzhou, Luoyang, Luzhou, Mexico City, Mianyang, Moscow–Sheremetyevo, Mudanjiang, Nanchong, Nanjing, Nanning, Nanyang, Ningbo, Ordos, Phnom Penh,[forrás?] Qingdao, Qinhuangdao, Qiqihar, Riyadh (kezdődik 2024 június 3-tól), Rizhao, Sanya, Seoul–Incheon, Shanghai–Hongqiao, Shanghai–Pudong, Shenyang, Shiyan, Singapore, Sydney, Taipei–Taoyuan, Taiyuan, Tijuana, Tokió–Narita, Urumqi, Wenshan, Wenzhou, Wuhan, Wuxi, Xi'an, Xining, Xishuangbanna, Yan'an, Yancheng, Yangon, Yanji, Yantai, Yinchuan, Yiwu, Zhangjiajie, Zhengzhou, Zhoushan, Zunyi–Maotai |
| China United Airlines     | Beijing–Daxing, Wenzhou |
| Chongqing Airlines        | Chongqing, Hechi, Taizhou, Wushan |
| Colorful Guizhou Airlines | Baise, Yibin |
| Donghai Airlines          | Beijing–Daxing, Changchun, Changzhi, Chengdu–Tianfu, Dalian, Datong, Haikou, Harbin, Huaihua, Jinan, Jingzhou, Kunming, Lanzhou, Lianyungang, Nanjing, Nantong, Qingdao, Qingyang, Shanghai–Pudong, Shenyang, Taiyuan, Wanzhou, Wuhan, Wuhu, Wuxi, Xi'an, Xishuangbanna, Yichang, Yiwu, Zhengzhou, Zhoushan |
| Fuzhou Airlines           | Yichang |
| Hainan Airlines           | Auckland, Beijing–Capital, Brüsszel, Cairo, Chengdu–Shuangliu, Chongqing, Dalian, Fuyang, Guiyang, Haikou, Hangzhou, Harbin, Hohhot, Jinan, Kashgar, Kunming, Lanzhou, Milan–Malpensa, Nanjing, Párizs-Charles de Gaulle repülőtér, Qingdao, Qionghai, Róma–Fiumicino, Sanya, Shanghai–Pudong, Shenyang, Taiyuan, Tel Aviv, Tianjin, Tongren, Urumqi, Vancouver, Bécs (újrakezdődik 2024 május 29-től), Weifang, Wenzhou, Xiamen, Xi'an, Xining, Xuzhou, Yulin (Shaanxi), Zhengzhou |
| Hebei Airlines            | Shijiazhuang |
| Juneyao Air               | Lijiang, Shanghai–Hongqiao, Shanghai–Pudong, Yichang, Yinchuan |
| Korean Air                | Seoul–Incheon |
| Kunming Airlines          | Kunming, Mangshi |
| Lion Air                  | Charter: Denpasar |
| LJ Air                    | Chifeng, Harbin |
| Loong Air                 | Changchun, Enshi, Hangzhou, Harbin, Heze, Taiyuan, Xining, Xuzhou |
| Lucky Air                 | Kunming |
| Mahan Air                 | Tehran–Imam Khomeini (újrakezdődik 2024 május 24-től) |
| Okay Airways              | Anqing, Changchun, Haikou, Jiujiang, Shijiazhuang, Tianjin, Xi'an, Yangzhou |
| Philippines AirAsia       | Cebu (kezdődik 2024 október 27-től), Manila |
| Shandong Airlines         | Jinan, Qingdao, Shangrao, Shenyang, Weihai, Yantai |
| Shanghai Airlines         | Shanghai–Hongqiao |
| Shenzhen Airlines         | Bangkok–Suvarnabhumi, Baotou, Barcelona, Bazhong, Beijing–Capital, Changchun, Changzhou, Chengdu–Shuangliu, Chizhou, Chongqing, Dalian, Diqing, Haikou, Hangzhou, Hanoi, Harbin, Hefei, Ho Chi Minh City, Hohhot, Jinan, Jingdezhen, Karamay, Kuala Lumpur–International, Kunming, Lanzhou, Lijiang, Linyi, London–Heathrow, Manila, Mianyang, Nagoja–Centrair, Nanchang, Nanjing, Nanning, Nantong, Ningbo, Oszaka–Kanszai, Panzhihua, Phnom Penh, Phuket, Qingdao, Quanzhou, Sanya, Sapporo–Chitose, Seoul–Incheon, Shanghai–Hongqiao, Shanghai–Pudong, Shenyang, Shijiazhuang, Singapore, Taipei–Taoyuan, Taiyuan, Taizhou, Tianjin, Tokió–Narita, Turpan, Urumqi, Wanzhou, Wenzhou, Wuhan, Wuhu, Wuxi, Xi'an, Xiangyang, Xining, Yangzhou, Yantai, Yibin, Yichang, Yichun (Jiangxi), Yinchuan, Yuncheng, Zhaotong, Zhengzhou |
| Sichuan Airlines          | Chengdu–Shuangliu, Chongqing, Dazhou, Nyingchi, Xi'an, Xichang |
| Singapore Airlines        | Singapore |
| Sky Shuttle               | Macau–Terminal Marítimo |
| Spring Airlines           | Changchun, Chongqing, Dalian, Dongying, Harbin, Huai'an, Lanzhou, Nanjing, Nanyang, Ningbo, Shanghai–Hongqiao, Shaoyang, Shenyang, Shijiazhuang, Tongliao, Wuhan, Xi'an, Yancheng, Zunyi–Xinzhou |
| Suparna Airlines          | Hailar, Hangzhou, Hohhot, Jinan, Lanzhou, Ningbo, Shanghai–Pudong, Urumqi, Zhengzhou |
| Thai AirAsia              | Bangkok–Don Mueang |
| Thai Lion Air             | Bangkok–Don Mueang |
| Tianjin Airlines          | Chongqing, Tianjin |
| Tibet Airlines            | Chengdu–Shuangliu, Lhasa, Mianyang, Xi'an |
| Uni Air                   | Taipei–Taoyuan |
| West Air                  | Chongqing, Hefei, Jinan, Zhengzhou |
| XiamenAir                 | Beijing–Daxing, Chongqing, Fuzhou, Hangzhou, Harbin, Luzhou, Quzhou, Shanghai–Hongqiao, Shenyang, Tianjin, Xiamen |

### Cargo
| Légitársaság           | Célállomások |
| ---------------------- | --- |
| AeroLogic              | Leipzig/Halle |
| ASL Airlines Belgium   | Liège |
| Cardig Air             | Hanoi |
| Cargolux               | Bangkok–Suvarnabhumi, Budapest, Luxembourg |
| Central Airlines       | Beijing–Daxing, Cebu, Davao, Hefei, Jakarta–Soekarno-Hatta, Manila, Párizs-Charles de Gaulle repülőtér, Riyadh, Weifang, Wenzhou, Wuxi |
| China Airlines Cargo   | Taipei–Taoyuan |
| China Cargo Airlines   | Jakarta–Soekarno-Hatta, Shanghai–Pudong |
| China Southern Cargo   | Beijing–Capital |
| China Postal Airlines  | Oszaka–Kanszai |
| Donghai Airlines       | Chengdu–Shuangliu, Hong Kong, Manila, Shanghai–Pudong |
| Ethiopian Cargo        | Addis Ababa, Liège |
| EVA Air Cargo          | Taipei–Taoyuan |
| FedEx                  | Anchorage, Manila |
| Jingdong Airlines      | Beijing–Daxing, Clark |
| Longhao Airlines       | Bangkok–Suvarnabhumi, Ho Chi Minh City, Kuala Lumpur–International, Manila, Oszaka–Kanszai, Singapore, Weifang, Wuxi |
| My Indo Airlines       | Balikpapan, Singapore |
| SF Airlines            | Bangkok–Suvarnabhumi, Beijing–Capital, Chengdu–Shuangliu, Chennai, Ezhou, Hong Kong, Delhi, Hangzhou, Kota Kinabalu, Kuala Lumpur–International, Los Angeles, Manila, Nantong, Oszaka–Kanszai, Phnom Penh, Shanghai–Pudong, Singapore, Taipei–Taoyuan, Wenzhou, Wuhan, Wuxi, Zhengzhou |
| Turkmenistan Airlines  | Ashgabat |
| United Parcel Service  | Anchorage, Bangkok–Suvarnabhumi, Clark, Köln/Bonn, Dubai–International, Ho Chi Minh City, Kuala Lumpur–International, Mumbai, Oszaka–Kanszai, Seoul–Incheon, Singapore |
| Suparna Airlines Cargo | Dhaka, Hangzhou, Hong Kong, Shanghai–Pudong |

## Lásd még
- A világ legforgalmasabb repülőterei utasszám alapján